# Регіональні асоціації футболу України
Регіональні асоціації футболу України — спортивні громадські незалежні організації фізкультурно-спортивного спрямування, які виникли на місці обласних спорткомітетів у 1990-х з розпадом СРСР. Регіональні (обласні) асоціації футболу прагнуть сприяти розвитку і піднесенню футболу в регіонах України. Вони є колективними членами Української асоціації футболу.
На початку XX ст. на Українських землях існувала низка ліг (асоціацій) місцевого значення. Одеська футбольна ліга 1911 - 1923., Київська ф.л.. 1911 - 1922., Харківська  ф.л. 1912 - 1922., Донбас ліга 1913 - 1921., Миколаївська ф.л.1912–1922., футбольний союз півдня російської імперії  1914 - 1918., Галицька футбольна асоціація 1912- 1918., Катеринославська ( Дніпро) ф.л 1916 - 1923..Футбольна секція  Українського спортового союзу 1924  - 1937.., З 1923 на території УРСР діють секції футболу при обл. Спорткомітетах., У 1942 - 1944  діяла футбольна ліга Галичини . 
Територіально ведуть діяльність згідно з адміністративним поділом України, а саме проводять такі футбольні змагання:
- Чемпіонати областей з футболу (24 турніри)
- Республіканський чемпіонат з футболу Криму
- Чемпіонат з футболу міста Київ
- Чемпіонат з футболу міста Севастополь

Мета діяльності асоціацій — пропагування серед широких верств населення здорового способу життя та забезпечення прогресивних змін у розвитку футболу областей, АР Крим, міст Києва та Севастополя. Асоціації забезпечують дотримання своїми колективними членами нормативних документів, таких як: Статутів, регламентів, директив та рішень органів ФФУ, УЄФА, ФІФА та визнають їх керівну роль в питаннях розвитку футболу.

## Перелік регіональних асоціацій футболу України
- Асоціація футболу АР Крим та м. Севастополя[2] (до 2014 РФФК (Республіканська Федерація футболу Криму) та ФФС (Федерація футболу міста Севастополя))[3]
- ВОАФ — Вінницька обласна асоціація футболу
- АФВ — Асоціація футболу Волині
- АФДніпрО — Асоціація футболу Дніпропетровської області
- АФДонО — Асоціація футболу Донецької області
- ЖОАФ — Житомирська обласна асоціація футболу
- ЗАФ — Закарпатська асоціація футболу
- ЗОАФ — Запорізька обласна асоціація футболу
- ІФОАФ — Івано-Франківська обласна асоціація футболу
- Київська ОАФ — Київська обласна асоціація футболу (Київське об`єднання асоціацій футболу)
- Кіровоградська ОАФ — Кіровоградська обласна асоціація футболу
- ЛОАФ — Луганська обласна асоціація футболу
- ЛАФ — Львівська асоціація футболу
- АФМО — Асоціація футболу Миколаївської області
- ООФА — Одеська обласна футбольна асоціація
- АФП — Асоціація футболу Полтавщини
- РОАФ — Рівненська обласна асоціація футболу
- АФСО — Асоціація футболу Сумської області
- АФТ — Асоціація футболу Тернопільщини
- Харківська ОАФ — Харківська обласна асоціація футболу
- Херсонська ОАФ — Херсонська обласна асоціація футболу
- Хмельницька ОАФ — Хмельницька обласна асоціація футболу
- Черкаська ОАФ — Черкаська обласна асоціація футболу
- АФЧО — Асоціація футболу Чернівецької області
- Чернігівська ОАФ — Чернігівська обласна асоціація футболу
- АФК — Асоціація футболу міста Києва